# Arthur (Or the Decline and Fall of the British Empire)
Arthur or the Decline and Fall of the British Empire es el séptimo álbum de estudio de la banda británica de rock The Kinks. Se editó en octubre de 1969. El líder del grupo, Ray Davies, creó el álbum conceptual como banda sonora de un proyectado programa de Granada Television, y desarrolló su argumento con el novelista Julian Mitchell; no obstante, el programa de televisión se canceló y nunca llegó a producirse. El borrador del argumento contaba la historia de un personaje llamado Arthur Morgan, instalador de alfombras, inspirado en el cuñado de Davies, Arthur Anning.
Arthur recibió críticas muy positivas tras su lanzamiento. Contó con una amplia cobertura informativa por parte de la prensa musical estadounidense, siendo objeto de artículos en revistas underground como Fusion y The Village Voice. Se le dedicaron dos reseñas consecutivas, escritas por Mike Daly y Greil Marcus, en la sección principal de la revista Rolling Stone: Daly lo valoró como «el mejor álbum de The Kinks», y Marcus llegó a decir que «era el mejor álbum británico de 1969». Las reseñas en el Reino Unido también fueron muy positivas. Aunque recibió una crítica floja por parte de New Musical Express, Disc & Music Echo alabó la integridad musical del disco y Melody Maker lo llamó «lo mejor de Ray Davies... maravillosamente británico hasta la médula».
El álbum, aunque no fue muy exitoso a nivel comercial, significó el regreso de The Kinks a las listas de ventas en Estados Unidos. Su anterior trabajo, The Kinks Are the Village Green Preservation Society, aunque bien recibido por la crítica, no había llegado a entrar en las listas de éxitos de ningún país en 1968, y se calcula que en Estados Unidos se vendieron tan solo unas 25 000 copias. The Kinks volvieron a ingresar en la lista de Billboard en 1969 después de dos años de ausencia, gracias al sencillo «Victoria», que llegó al puesto número 62. El álbum alcanzó el número 50 de la lista Record World y el 105 del Billboard, la posición más alta conseguida por el grupo desde 1965, aunque en el Reino Unido no llegó a entrar en ninguna de las listas. A pesar de sus flojas ventas, Arthur (Or the Decline and Fall of the British Empire) abrió el camino para el gran éxito de The Kinks, en 1970, con el álbum Lola Versus Powerman and the Moneygoround, Part One, junto con su sencillo «Lola», que consiguió entrar en el Top 5 de las listas de Estados Unidos y el Reino Unido.

## Antecedentes
La productora británica de Granada TV se puso en contacto con Ray Davies a principios de enero de 1969, para expresarle su interés por producir una película u obra de televisión. La idea era que Davies colaborase con el escritor Julian Mitchell en este programa «experimental», con una banda sonora de The Kinks que se editaría también como LP. El acuerdo llegó el 8 de enero, aunque el proyecto no se dio a conocer hasta el 10 de marzo, a través de una nota de prensa.

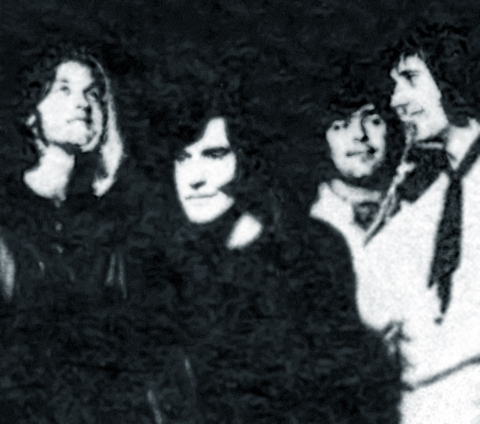
The Kinks en 1969. De izquierda a derecha: Dave Davies, Ray Davies, John Dalton y Mick Avory.

Por su parte, The Kinks comenzaron a trabajar en el álbum de acompañamiento, titulado Arthur (Or the Decline and Fall of the British Empire). Este trabajo se hizo durante un período duro para la banda, debido en parte al fracaso comercial de su anterior disco The Kinks Are the Village Green Preservation Society y el sencillo, «Plastic Man», así como a la marcha del miembro fundador y bajista del grupo, Pete Quaife. A comienzos de 1969, Quaife había comunicado al resto de miembros del grupo su intención de abandonar la formación; sin embargo, los otros integrantes no se lo tomaron demasiado en serio. Cuando la revista musical New Musical Express hizo referencia a Maple Oak, la banda que había formado Quaife sin el conocimiento de The Kinks, Davies intentó infructuosamente hacer que Quaife volviese a la banda para comenzar las sesiones de grabación de Arthur. Como reemplazo, Davies contrató al bajista John Dalton, quien ya había sustituido con anterioridad a Quaife.
Davies llegó a los Estudios United Recording de Los Ángeles, California, el 11 de abril de 1969, para producir el álbum Turtle Soup, de la banda estadounidense de pop The Turtles, junto al ingeniero de sonido Chuck Britz. Durante su estancia en Los Ángeles, Davies ayudó en la negociación del final de la prohibición de actuar en directo en los escenarios estadounidenses que la asociación American Federation of Musicians había impuesto en 1965 a The Kinks. Aunque ni The Kinks ni la Federación dieron un motivo para la prohibición, en la época se atribuyó al comportamiento escandaloso que tenían en el escenario. Después de las negociaciones con Davies, la Federación cedió y les dio una nueva oportunidad para realizar giras por Estados Unidos. Cuando terminaron las sesiones principales del álbum de Turtles, Davies volvió a Inglaterra. Mientras se encontraba en el continente americano, el resto de los miembros de la banda había estado ensayando para el nuevo álbum, además de preparar el álbum en solitario del guitarrista Dave Davies, llamado A Hole in the Sock of. Cuando Ray regresó, The Kinks se reunieron en su casa de Borehamwood, Hertfordshire, para seguir ensayando para Arthur.

## Grabación
La producción del álbum comenzó el 1 de mayo de 1969. El grupo empezó a trabajar con dos canciones: «Drivin», que iba a ser su siguiente sencillo, y «Mindless Child Of Motherhood», compuesta por Dave Davies, que finalmente se convertiría en la cara B de «Drivin», y no llegaría a incluirse en el LP. El 5 de mayo, The Kinks comenzaron una serie de sesiones de grabación que iba a durar dos semanas, durante las cuales grabaron una primera versión del álbum completo. La grabación se interrumpió cuando The Kinks viajaron a Beirut (Líbano), el 17 de mayo, para dar tres conciertos en el Hotel Melkart. Las sesiones se reanudaron al día siguiente a su regreso y la mayor parte de la producción del disco estuvo terminada a finales de mes. Las mezclas del álbum comenzaron a principios de junio, con el arreglista Lew Warburton encargándose de los overdubs de las secciones de cuerda. The Kinks dieron algunos pequeños conciertos en Inglaterra durante el mes de junio, pero dedicaron la mayor parte de su tiempo a terminar el álbum en solitario de Dave Davies.
La escritura de la obra para la televisión continuó durante los meses de mayo y junio, y el 15 de junio se completó el mezclado del álbum en solitario de Dave Davies (se enviaron las cintas a Pye y Reprise Records, aunque finalmente nunca llegaría a editarse de forma oficial). A través de un comunicado de prensa, se anunció que el lanzamiento de Arthur estaba previsto para julio de ese mismo año. Mientras tanto, Davies y Mitchell completaban el guion y la obra de Arthur comenzaba a tomar forma; se designó al cineasta británico Leslie Woodhead para dirigirla. La producción del programa estaba prevista para principios de septiembre, ya que se pensaba emitirlo a finales de ese mismo mes, pero por unos u otros motivos se fue retrasando. A medida que los problemas con el programa empeoraban —y, por consiguiente, distraían al grupo de su trabajo en la posproducción del álbum—, las fechas previstas para el lanzamiento de ambos proyectos se iban posponiendo una y otra vez. A principios de octubre, Ray Davies dejó Borehamwood y volvió a instalarse en su antigua casa familiar, en Fortis Green Road, en Muswell Hill, y se marchó a Los Ángeles, donde dejó las cintas de Arthur en Reprise con vistas a su inminente lanzamiento en Estados Unidos. Finalmente, se acordó que la edición del álbum tendría lugar el 10 de octubre y The Kinks comenzaron a prepararse para una gira de promoción por Estados Unidos, para la cual deberían viajar el 17 de ese mismo mes. El comienzo del rodaje de la serie de televisión se fijó finalmente para el 1 de diciembre. Contrataron a Roy Stonehouse como diseñador, mientras se completaba el casting; sin embargo, en el último minuto, el rodaje tuvo que cancelarse por falta de presupuesto, ya que el productor no logró el respaldo económico necesario. Davies y Mitchell terminaron frustrados por haber perdido un año entero de trabajo. Doug Hinman dijo que Davies había visto «una vez más arruinadas sus grandes visiones artísticas por culpa de la burocracia y la política interna».

## Lanzamiento
Arthur (Or the Decline and Fall of the British Empire) se editó simultáneamente en Estados Unidos y el Reino Unido, el 10 de octubre de 1969, en dos versiones, mono y estéreo. El álbum sentó las bases para el retorno de The Kinks a los escenarios de Estados Unidos, que tendría lugar a finales de año, además de allanar el camino para un éxito comercial todavía mayor, el del sencillo de 1970 «Lola». Al igual que ocurriera con Village Green, el álbum no vendió todo lo bien que se hubiese deseado: en parte debido a que cuando llegó al mercado (con cierto retraso por la suspensión del programa televisivo que debía acompañarlo), ya había salido a la venta Tommy de The Who y Arthur recibió críticas porque había gente que pensaba que intentaban imitarlo.

### Sencillos y posiciones en lista
En el momento en que las sesiones de grabación estaban a punto de concluir, en junio de 1969, la pista «Drivin'» se lanzó como sencillo en el Reino Unido, con «Mindless Child of Motherhood» como cara B. Fue la primera vez desde la irrupción de la banda en el mercado musical, en 1964, que uno de sus sencillos no consiguió entrar en las listas británicas. Johnny Rogan dijo: «Este era el primero de dos sencillos piloto de... Arthur y su fracaso no auguraba nada bueno». En septiembre le siguió un segundo sencillo, «Shangri-La», que nuevamente fracasó en su empeño de entrar en las listas de ventas. Además, al igual que Village Green, el álbum tampoco consiguió entrar en las listas cuando se lanzó al mercado en octubre.
En Estados Unidos, se escogió «Victoria» como sencillo principal, con la pista «Brainwashed» como cara B, lanzado la misma semana que el LP. El sencillo tuvo una acogida medianamente buena, llegando al puesto número 62 de la lista Billboard Hot 100 (la posición más alta desde su sencillo Top 20 «Sunny Afternoon» de 1966). Este éxito acarreó que se publicase también en el Reino Unido; con «Mr. Churchill Says» en la cara B, consiguió llegar al puesto número treinta. Arthur también tuvo un moderado éxito en Estados Unidos, llegando al puesto número 105 (el puesto más alto de un álbum de The Kinks desde 1965), y permaneciendo en listas veinte semanas.

### Promoción
Reprise Records, la discográfica de The Kinks en Estados Unidos, diseñó una elaborada campaña de marketing para Arthur a principios de 1969. Uno de sus elementos más destacados fue el lanzamiento de un paquete promocional, titulado God Save The Kinks, que contenía varios objetos, entre ellos una guía del consumidor para los álbumes de la banda, una bolsa de «hierba» del «Daviesland village green» y un LP titulado Then, Now and Inbetween. Además incluía una carta de recomendación escrita por Hal Halverstadt, creativo de Warner/Reprise, parte de la cual dice: «... [Llegamos] a creer que The Kinks no lo han tenido en absoluto ... Hay que apoyar, alentar y aclamar a The Kinks. Y salvarlos». La campaña comenzó oficialmente el 3 de julio, durante una reunión entre Ray Davies y los directivos de Reprise en Burbank, California. Como parte de la campaña, y para dar una imagen «fuera de la ley» de la banda, Reprise llegó a considerar la idea de filtrar a la prensa historias falsas, relacionadas con la posesión de marihuana y evasión de impuestos. Ray dijo que la idea era «una locura», por lo que se abandonó la propuesta; sin embargo, algunas de estas historias se usaron a la hora de lanzar Arthur.

### Presentación y notas
El diseño gráfico del álbum fue obra de Bob Lawrie. El álbum venía dentro de una carpeta desplegable e incluía un encarte interior troquelado (que mostraba a la Reina Victoria, sujetando una casa en cuyo interior se encontraba Arthur Morgan), con las letras de las canciones en el reverso. Los textos de la carpeta fueron escritos por Geoffrey Cannon y Julian Mitchell en el Reino Unido; en Estados Unidos las notas de John Mendelssohn reemplazaron a las de Cannon.

## Respuesta crítica
En el momento de su lanzamiento, el álbum fue muy bien recibido por la crítica, especialmente por la prensa musical estadounidense. Fue favorablemente comparado con obras contemporáneas como Tommy de The Who, aparecido meses antes. En la revista Rolling Stone, la reseña ocupó el espacio central de la publicación, con reseñas consecutivas de Mike Daly y Greil Marcus. Daly dijo que era «un álbum que es una obra maestra a todos los niveles: lo mejor de Ray Davies, el supremo logro de The Kinks». Marcus también alabó el disco diciendo: «Menos ambicioso que Tommy y mucho más musical [...] Arthur es indudablemente el mejor álbum británico de 1969. Demuestra que Pete Townshend todavía tiene mundos por conquistar y que The Beatles tienen mucho que recorrer». Una reseña de Sal Imam en la revista Fusion de Boston decía que «si Tommy fue la gran ópera rock, entonces Arthur es seguramente el mejor musical de rock». En su columna de Consumer Guide, Robert Christgau de The Village Voice otorgó una reseña positiva al disco, al sostener que, aunque las letras de Ray Davies podían resultar «pretenciosas a veces», el álbum tenía «una música y una producción excelentes», además de matizar que no era el mejor disco británico del año, sino más bien el quinto.
En el Reino Unido, el álbum no fue tan bien recibido, aunque las críticas fueron, en general, positivas. Disc & Music Echo comentó que «Arthur funciona como música completa porque es básico y simple y agradable al oído, y evoca con fuerza imágenes visuales». Melody Maker secundó los comentarios de Mike Daly de Rolling Stone, al afirmar nuevamente que era «Ray Davies en su mejor momento» y añadir que era «hermosamente británico hasta la médula». Posteriormente, Doug Hinman comentó sobre la recepción del álbum en el Reino Unido: «En la prensa especializada británica hubo menos alharaca y la cobertura fue relativamente rutinaria, aunque todos se dieron cuenta de su condición de ópera rock».

### Críticas recientes
Hoy en día, el álbum, en general, sigue recibiendo críticas positivas. Stephen Thomas Erlewine, de Allmusic, afirmó que Arthur es «uno de los álbumes conceptuales más efectivos de la historia del rock, además de uno de los mejores y más influyentes álbumes de pop británico de su era»; y, en 2003, Matt Golden de la revista Stylus dijo que era «la mejor ópera rock de la historia». Adrian Denning comentó que era «una gran [...] colección de canciones de Kinks» sin «ningún relleno en absoluto». Georgiy Starostin escribió una reseña muy positiva de Arthur y le concedió un máximo de diez puntos sobre diez. Starostin lo consideró el mejor disco de The Kinks, además de mencionar que las melodías, aun siendo simples, «son increíblemente pegadizas, graciosas y sinceras, airadas y enloquecidas a veces, emotivas y místicas en otros momentos». La revista mexicana Switch incluyó a Arthur en su lista de los 100 mejores álbumes del siglo XX en 1999, mientras que en 2003 Mojo lo incluyó en su lista de los 50 álbumes más excéntricos.

## Argumento central
La historia del álbum está parcialmente inspirada en la hermana mayor de los hermanos Ray y Dave Davies, Rose, quien emigró a Australia en 1964 con su esposo, Arthur Anning. Su marcha destrozó a Ray Davies y le sirvió de inspiración para componer la canción «Rosie Won't You Please Come Home», que se incluye en el álbum de 1966, Face to Face. El personaje principal del álbum, el ficticio Arthur Morgan, basado en parte en Arthur Anning, es un instalador de alfombras, cuya familia atraviesa una difícil situación en la Inglaterra de la posguerra. El escritor Julian Mitchell detalló la trama y los personajes a fondo, explicándolo en las anotaciones del LP: 

Arthur Morgan [...] vive en un suburbio de Londres, en una calle llamada Shangri-La, con un jardín y un coche y una mujer llamada Rose y un hijo llamado Derek, que está casado con Liz, con dos adorables niños, Terry y Marilyn. Derek y Liz y Terry y Marilyn van a emigrar a Australia. Arthur tenía otro hijo, llamado Eddie. Se llamaba así por el hermano de Arthur, muerto en la batalla del Somme. El Eddie de Arthur murió también, en Corea.

Davies luego comentó en su autobiografía, X-Ray, que Arthur Anning luego «me dijo que [...] sabía que [Arthur] estaba parcialmente inspirado en él [...] [aquello] le recordaba a casa [...] Le dije a Arthur que me sentía culpable por haberle usado como tema para una canción, pero rechazó mis disculpas, diciendo que se sentía alabado». Con la nostalgia como tema subyacente, las canciones describen la Inglaterra que Arthur conoció («Shangri-La», «Young y Innocent Days»), la promesa de una vida mejor en Australia para uno de sus hijos («Australia»), el vacío de una superficial vida en su hogar («Shangri-La»), la determinación de los británicos durante la Segunda Guerra Mundial («Mr. Churchill Says») y la muerte de su hermano en la Primera Guerra Mundial («Some Mother's Son»).

## Lista de canciones
Todas las canciones escritas y compuestas por Ray Davies. 
| Cara A |                     |          |  |
| N.º    | Título              | Duración |  |
| 1.     | «Victoria»          | 3:40     |  |
| 2.     | «Yes Sir, No Sir»   | 3:46     |  |
| 3.     | «Some Mother's Son» | 3:25     |  |
| 4.     | «Drivin'»           | 3:21     |  |
| 5.     | «Brainwashed»       | 2:34     |  |
| 6.     | «Australia»         | 6:46     |  |

| Cara B |                                           |          |  |
| N.º    | Título                                    | Duración |  |
| 1.     | «Shangri-La»                              | 5:20     |  |
| 2.     | «Mr. Churchill Says»                      | 4:42     |  |
| 3.     | «She's Bought a Hat Like Princess Marina» | 3:07     |  |
| 4.     | «Young and Innocent Days»                 | 3:21     |  |
| 5.     | «Nothing to Say»                          | 3:08     |  |
| 6.     | «Arthur»                                  | 5:27     |  |

| Pistas adicionales (Castle 1998, Sanctuary 2004) |                                                                                  |              |          |  |
| N.º                                              | Título                                                                           | Escritor(es) | Duración |  |
| 1.                                               | «Plastic Man (mezcla mono)»                                                      | Ray Davies   | 3:04     |  |
| 2.                                               | «King Kong (mezcla mono)»                                                        | Ray Davies   | 3:23     |  |
| 3.                                               | «Drivin' (mezcla mono)»                                                          | Ray Davies   | 3:12     |  |
| 4.                                               | «Mindless Child of Motherhood (mezcla mono)»                                     | Ray Davies   | 3:16     |  |
| 5.                                               | «This Man He Weeps Tonight (mezcla mono)»                                        | Dave Davies  | 2:42     |  |
| 6.                                               | «Plastic Man (versión alternativa estéreo)»                                      | Dave Davies  | 3:04     |  |
| 7.                                               | «Mindless Child of Motherhood (mezcla estéreo)»                                  | Ray Davies   | 3:16     |  |
| 8.                                               | «This Man He Weeps Tonight (versión estéreo rota*)»                              | Dave Davies  | 2:42     |  |
| 9.                                               | «She's Bought a Hat Like Princess Marina (mezcla mono)»                          | Ray Davies   | 3:07     |  |
| 10.                                              | «Mr. Shoemaker's Daughter» (Pista inédita del álbum en solitario de Dave Davies) | Dave Davies  | 3:08     |  |

## Personal
| Banda - Ray Davies – voz, guitarra rítmica, teclados, productor - Dave Davies – guitarra líder, coros, "gritos" - John Dalton – bajo, coros - Mick Avory – batería, percusión | Producción - Lew Warburton – arreglos de cuerda y viento - Andrew Hendriksen – ingeniero de sonido - Brian Humphries – ingeniero en "Drivin'" - Bob Lawrie – diseño - Austin Sneller – acreditado como "testador del álbum" |

## Posición en listas

### Álbum
| Año  | Billboard | Cash Box | Record Retailer |
| ---- | --------- | -------- | --------------- |
| 1969 | 105       | 53       | 50              |

### Sencillos
| Año                                 | Título        | Posición más alta | Posición más alta | Posición más alta |
| Año                                 | Título        | Reino Unido       | Estados Unidos    | Países Bajos      |
| ----------------------------------- | ------------- | ----------------- | ----------------- | ----------------- |
| 1969                                | "Plastic Man" | 28                | —                 | 17                |
| 1969                                | "Drivin'"     | —                 | —                 | —                 |
| 1969                                | "Shangri-la"  | —                 | —                 | 27                |
| 1969                                | "Victoria"    | 30                | 62                | —                 |
| "—" muestra que no entró en listas. |               |                   |                   |                   |

## Artículos
- Alterman, Loraine (18 de diciembre de 1969). Who Let the Kinks In? (en inglés). Rolling Stone.
- Daly, Mike; Marcus, Greil (1 de noviembre de 1969). «Arthur (Or The Decline and Fall of the British Empire)» (en inglés). Rolling Stone. Archivado desde el original el 16 de febrero de 2007. Consultado el 10 de marzo de 2009.